# Las Vegas Locomotives temporada 2009
La temporada 2009 de Las Vegas Locomotives fue la primera que participó en la United Football League. El equipo finalizó en la segunda posición en temporada regular con una marca de 4-2, ganaron el Championship Game ante Florida Tuskers en tiempo extra.

## Desarrollo
El 9 de febrero se anunció que el entrenador en jefe de la franquicia UFL Las Vegas sería Jim Fassel. El 11 de marzo se confirmó que dirigiría a la franquicia UFL Las Vegas. El 11 de agosto se anunció que la franquicia llevaría el nombre de Las Vegas Locomotives.

## Draft
El Draft se llevó a cabo el 19 de junio de 2009. Los jugadores que fueron seleccionados eran los que acudieron a los entrenamientos en Orlando y Las Vegas. Una vez que un jugador fue seleccionado por el equipo sus derechos estaban en manos del equipo en caso de que el jugador optara por jugar en la UFL.
De los 24 jugadores seleccionados, 23 firmaron con el equipo para la Premier Season.
|  | = Jugador que firmó con el equipo |

| Jugador            | Posición | College               |
| ------------------ | -------- | --------------------- |
| Adam Archuleta     | DB       | Arizona State         |
| Adrian Awasom      | DE       | North Texas           |
| Danny Baugher      | P        | Arizona               |
| Jason Boone        | OG       | Utah                  |
| Wendell Bryant     | NT       | Wisconsin             |
| Ezra Butler        | LB       | Nevada                |
| Wale Dada          | DB       | Washington State      |
| George Gause       | T        | South Carolina        |
| Paul Gause         | DB       | Seton Hall            |
| Andrew Jacas       | K        | Fort Valley State     |
| Nate Jackson       | TE       | Menlo                 |
| Brandon Joyce      | T        | Illinois State        |
| David Kircus       | WR       | Grand Valley State    |
| Scott Kuhn         | TE       | Louisville            |
| Gabe Long          | NT       | Utah                  |
| Brandon Moore      | LB       | Oklahoma              |
| Ronnie Palmer      | LB       | Arizona               |
| Gary Stills        | LB       | West Virginia         |
| Tyson Thompson     | RB       | San Jose State        |
| Andrae Thurman     | WR       | Southern Oregon       |
| Brian Toal         | LB       | Boston College        |
| Nick Turnbull      | DB       | Florida International |
| Chaz Williams      | DB       | Oregon                |
| Terrence Whitehead | RB       | Oregon                |

## Calendario
| Semana | Fecha                     | Hora Local | Rival                 | Resultado    | Resultado | Estadio                 | Asistencia | TV       |
| Semana | Fecha                     | Hora Local | Rival                 | Marcador     | Marca     | Estadio                 | Asistencia | TV       |
| ------ | ------------------------- | ---------- | --------------------- | ------------ | --------- | ----------------------- | ---------- | -------- |
| 1      | Jueves, 8 de octubre      | 18:00 h    | California Redwoods   | G 30–17      | 1–0       | Sam Boyd Stadium        | 18,187     | Versus   |
| 2      | Miércoles,14 de octubre   | 18:00 h    | Florida Tuskers       | P 15–29      | 1–1       | Sam Boyd Stadium        | 12,160     | Versus   |
| 3      | Descanso                  | Descanso   | Descanso              | Descanso     | Descanso  | Descanso                | Descanso   | Descanso |
| 4      | Viernes, 30 de octubre    | 19:00 h    | @ Florida Tuskers     | P 24–27      | 1–2       | Tropicana Field         | 11,354     | HDNet    |
| 5      | Miércoles, 4 de noviembre | 19:00 h    | @ New York Sentinels  | G 41–10      | 2–2       | James M. Shuart Stadium | 4,392      | Versus   |
| 6      | Sábado, 14 de noviembre   | 18:00 h    | @ California Redwoods | G 16–10      | 3–2       | Spartan Stadium         | 4,312      | HDNet    |
| 7      | Viernes, 20 de noviembre  | 18:00 h    | New York Sentinels    | G 41–7       | 4–2       | Sam Boyd Stadium        | 13,306     | HDNet    |
| CG     | Viernes, 27 de noviembre  | 12:00 h    | @ Florida Tuskers     | G 20-17 (TE) |           | Sam Boyd Stadium        | 14,801     | Versus   |

## Clasificación
| y - Florida Tuskers       | 6 | 0 | 0 | 1.000 | 183 | 92  |
| y - Las Vegas Locomotives | 4 | 2 | 0 | 0.667 | 167 | 100 |
| California Redwoods       | 2 | 4 | 0 | 0.333 | 105 | 134 |
| New York Sentinels        | 0 | 6 | 0 | 0.000 | 56  | 185 |

y Avanzaron al Championship Game